# Vilans kyrka
Vilans kyrka är en kyrkobyggnad i Kristianstad tillhörande Norra Åsums församling i Lunds stift. Det är en liten stadsdelskyrka belägen i området Vilan i sydvästra Kristianstad. Från den 1 januari 2014 ingår den i Kristianstads pastorat.

## Kyrkobyggnaden
Kyrkan med tillhörande församlingshem invigdes 18 augusti 1963 av biskop Martin Lindström. Arkitekt var Filip Lundgren.
I kyrksalen finns en korvägg som är utsmyckad av Ralph Bergholtz och Randi Fisher.

### Orgel
Den nuvarande orgeln byggdes 1968 av A. Magnussons Orgelbyggeri AB, Mölnlycke och är en mekanisk orgel.
| Manual       | Pedal   |
| Gedackt 8'   | Bihängd |
| Rörflöjt 4'  |         |
| Principal 2' |         |
| Cymbel       |         |